# Eventyret om dansk tegnefilm
Eventyret om dansk tegnefilm er en dokumentarfilm instrueret af Lars Jakobsen.

## Handling
En rejse gennem dansk tegnefilms historie fra 1900 til 2007. Robert Storm Petersens animationsfilm var ikke, som mange tror, de første - der var flere, der eksperimenterede med tegnefilm i Danmark i begyndelsen af århundredet. I 1930'erne lavede Jørgen Myller de første danske tegnefilm med lyd og farver. Efterhånden blev tegnefilm til en kunstart med bl.a. Bent Barfod og Børge Rings eksperimenter - og senere kom Cirkeline, Jungledyret Hugo og milepælen 'Valhalla'. Mange af de tidlige film har været i dårlig stand, andre eksisterer kun i fragmenter. Denne dokumentarfilm præsenterer dem for første gang i samlet flok. Billetpris: kr. 65/40.